# Hofanlage Marschenweg 8
Die Hofanlage Marschenweg 8 an einer Schleife der Oste in der niedersächsischen Kleinstadt Hemmoor-Basbeck, Samtgemeinde Hemmoor, im Landkreis Cuxhaven, stammt aus der Mitte des 19. Jahrhunderts.
Aktuell (2024) wird sie als Wohnhaus, landwirtschaftlich und gewerblich genutzt.
Die Gebäude stehen unter Denkmalschutz (siehe auch Liste der Baudenkmale in Hemmoor).

## Geschichte und Beschreibung
Hemmoor ging 1968 aus den sechs ehemals selbständigen Gemeinden Basbeck, Warstade, Hemm, Westersode, Hemmoor und Heeßel hervor.
Im 19. Jahrhundert gehörte eine Ziegelei, verkehrsgünstig gelegen zwischen den beiden Ostearmen, zur Hofanlage. Die Erweiterung der Hofgebäude ist auf den wirtschaftlichen Aufschwung der Ziegelei im Zusammenhang mit dem Wiederaufbau Hamburgs nach dem Brand von 1842 zurückzuführen.
Die Hofanlage am Ende des längeren Marschenweges besteht aus
- dem eingeschossigen traufständigen Wohn- und Wirtschaftsgebäude von um 1845 in Backstein mit reetgedecktem Satteldach und steilen Giebeln; Haupteingang zum südöstlichen Wohnteil mit dem von zwei Säulen gestützten Dachhaus in Fachwerk sowie der zurückgesetzten Eingangstür und davor eine Freitreppe, Wirtschaftsgiebel mit rundbogigen Öffnungen und der korbbogenförmigen Grooten Door.[2]
- der traufständigen Kornscheune in Backstein mit Satteldach in Wellplattendeckung, im Drempelbereich senkrecht verbrettert, an den Giebeln sichtbare Balkenköpfe und mehrere traufseitige Einfahrtstore,[3]
- und weiteren nicht denkmalgeschützten Nebengebäuden.

Das Landesdenkmalamt befand u. a.: „… ortsgeschichtlicher, gebäudetypischer und orts- wie hofbildprägender Zeugniswert …“